# Ведешин Андрій Олександрович
Андрі́й Олекса́ндрович Веде́шин (1986—2020) — молодший сержант Збройних сил України, учасник російсько-української війни.

## З життєпису
Народився 1986 року в селі Кинашів (Тульчинський район, Вінницька область). Навчався в Тульчинській ЗОШ № 1, згодом здобув вищу юридичну освіту, закінчивши Харківський національний університет внутрішніх справ. Тривалий час працював слідчим та дільничним інспектором поліції в Тульчинському районному відділі поліції, охороняючи спокій містян та рідного села.
У травні 2017 року вступив на військову службу за контрактом; молодший сержант, військовослужбовець 131-го окремого розвідувального батальйону.
10 березня 2020 року вранці, за декілька днів до повернення із зони АТО, помер під час медичної евакуації — від важких поранень внаслідок обстрілу вантажівки ГАЗ-66 з ПТРК поблизу селища Піски (Ясинуватський район). Відбулося влучання протитанкової керованої ракети терористів. Віктор Солтис помер відразу, ще сім військовиків зазнали поранень різного ступеня важкості (в тому числі Василь Іщенко), іще один — бойового травмування.
Похований 14 березня 2020-го в села Кинашів. 12-14 березня в Тульчинському районі оголошено днями жалоби.
Без Андрія лишились мама, старший брат, дружина і донька 2012 р.н.

## Нагороди та вшанування
- Указом Президента України № 177/2020 від 12 квітня 2020 року за «особисту мужність і самовіддані дії, виявлені у захист державного суверенітету та територіальної цілісності України» нагороджений орденом За мужність III ступеня (посмертно)[4]